# Cloé Heinrich
Cloé Albertine Heinrich (* Mai 2008 in Berlin) ist eine deutsche Kinderdarstellerin und Synchronsprecherin.

## Leben
Cloé Albertine Heinrich wurde 2008 in Berlin geboren. Sie wuchs bilingual deutsch-englisch in einem künstlerisch geprägten Elternhaus auf und war ab 2011 in kleineren und größeren Rollen als Synchronsprecherin tätig. So lieh sie ihre Stimme unter anderem den Kinoproduktionen Alles steht Kopf und Star Wars: Das Erwachen der Macht sowie der TV-Serie Transparent, in deren erster Staffel sie Abby Ryder Fortsons Rolle der Ella synchronisierte. Ihr 2 Jahre älterer Bruder Claude Albert Heinrich ist ebenfalls Schauspieler und Synchronsprecher.
Seit ihrem Kameradebüt 2014 trat sie vornehmlich als Schauspielerin in Erscheinung. Es folgten wiederkehrende Rollen in der Lotta-Filmreihe sowie in der Serie jerks. als Tochter von Christian. 2016 spielte sie die Rolle der jungen Helena in SCHULD nach Ferdinand von Schirach – Kinder, 2017 folgte die Hauptrolle in der erfolgreichen Kinderserie Beutolomäus und der wahre Weihnachtsmann (KiKA-Fernsehserie) und 2018 erhielt sie die Rolle der jungen Blake in der internationalen Kinoproduktion Tides. 2019 spielte Cloé an der Seite von Katharina Thalbach eine Hauptrolle in dem ZDF-Weihnachtsfilm  Ein himmlisch fauler Engel. Es folgte eine größere Nebenrolle in der internationalen TV-Serie Schatten der Mörder (Shadowplay).

## Filmografie (Auswahl)
- 2015: Deutschland 83 – Able Archer
- 2015: SOKO Leipzig – Aus bestem Hause
- 2015: SOKO Leipzig – Lügen
- 2015: Lotta & das ewige Warum
- 2016: Lotta & der dicke Brocken
- 2017: Triple Ex – Gutes Zelten, schlechtes Zelten
- 2017: Schuld nach Ferdinand von Schirach – Kinder
- 2017: Landgericht – Geschichte einer Familie
- 2017: jerks.
- 2017: Beutolomäus und der wahre Weihnachtsmann (KiKA Fernsehserie)
- 2018: Vermisst in Berlin (ZDF Krimidrama)
- 2018: jerks.
- 2019: Vermisst in Berlin
- 2019: Ein himmlisch fauler Engel
- 2020: Schatten der Mörder – Shadowplay
- 2020: Louis van Beethoven (Fernsehfilm)
- 2021: Tides
- 2022: 1899 (Fernsehserie)
- 2024: Unter anderen Umständen: Nordwind
- 2024: Der Usedom-Krimi: Emma

## Synchronisation (Auswahl)
- 2014: Transparent (Rolle: Ella)
- 2015: Alles steht Kopf (Rolle: Junge Meg)
- 2015: Star Wars: Das Erwachen der Macht (Rolle: Junge Rey)
- 2015: Knock Knock (Rolle: Lisa)